# Donato Ndongo-Bidyogo
Donato Ndongo-Bidyogo (nacido en Alén Efack, Niefang; 12 de diciembre de 1950) es un escritor, periodista y político ecuatoguineano.

## Biografía
Nacido en Niefang (Guinea española) en 1950. Con 14 años se trasladó a Madrid, donde estudio Historia y Periodismo. Su primer trabajo periodístico fue en la revista Índice, donde informó sobre la Revolución de los Claveles. Posteriormente, también trabajo en medios como y pasó luego por otros medios de comunicación como Diario 16, Mundo Negro y El País.
Durante la década de 1980, Ndongo-Bidyogo es nombrado director adjunto del Colegio Mayor Universitario «Nuestra Señora de África», dependiente del Ministerio de Asuntos Exteriores y adscrito a la Universidad Complutense de Madrid (1982-1985). Más tarde fue director adjunto del Centro Cultural Hispano-Guineano en Malabo (1985-1994) y director del Centro de Estudios Africanos de la Universidad de Murcia, puesto que mantuvo hasta mediados de la década del 2000. El 13 de enero de 2005 es nombrado profesor visitante de la Universidad de Misuri en Columbia, impartiendo las asignaturas de Redacción periodística y un seminario sobre literatura africana de expresión española. También ha pronunciado numerosas conferencias en universidades europeas, americanas y africanas.
También fue investigador del Centro Internacional de Civilizaciones Bantú (CICIBA, Libreville, Gabón); cofundador del Aula de Historia Canario-Africana (Las Palmas); cofundador del Grupo Afroeuropeos (Universidad de León) y cofundador del Centro de Estudios Afro-Hispánicos (UNED, Madrid), del cual es miembro del Comité de Honor. Fue decisiva su contribución para la creación de la Asociación Española de Africanistas (Madrid, 1984).

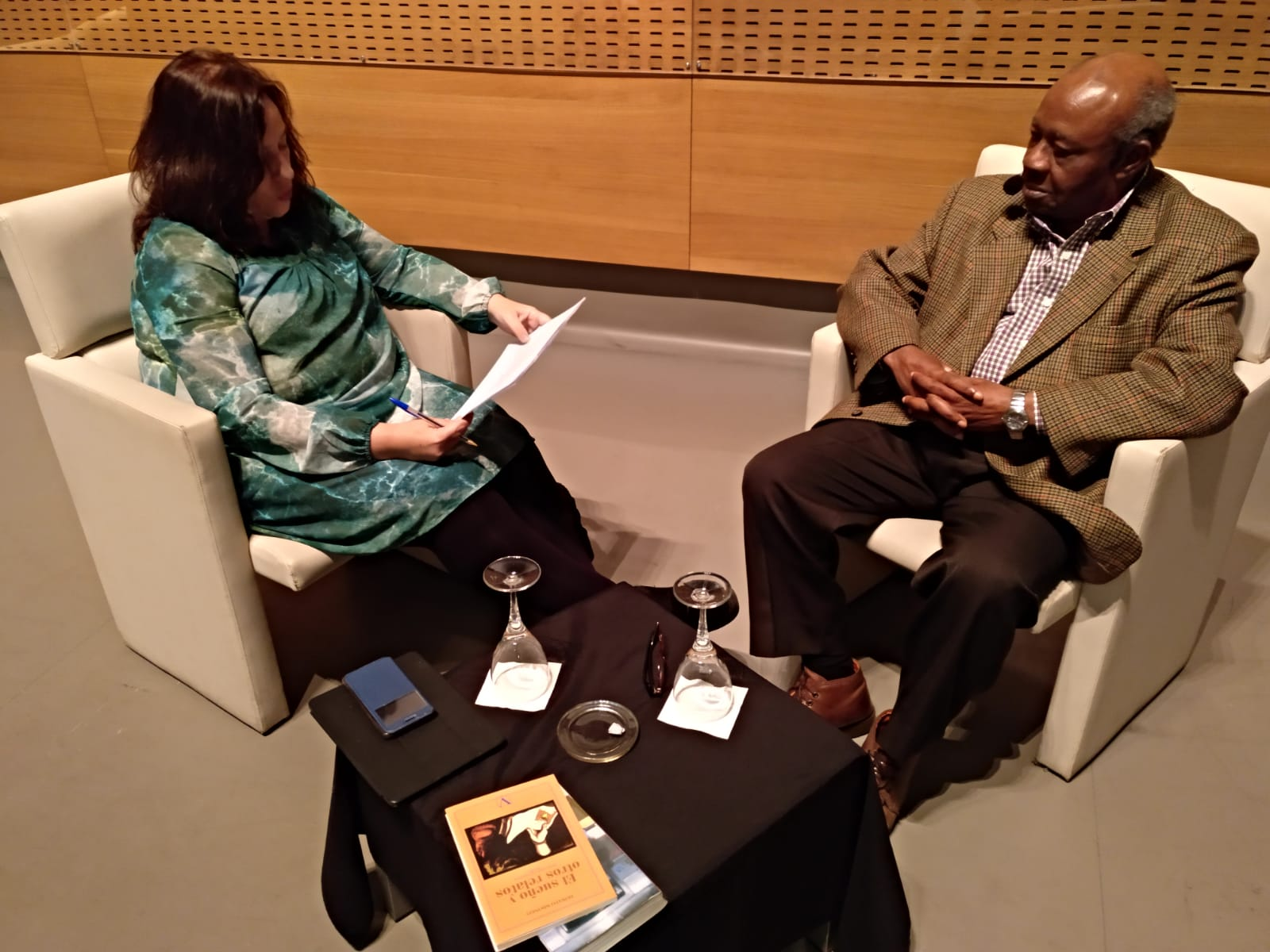
Sonia Fernández Quincoces (editora del blog LitERaFRica) dialogó con Donato Ndongo sobre literatura, cultura, historia y actualidad de un país tan próximo como poco conocido.

### Periodismo
Como periodista fue durante diez años Delegado de la Agencia de noticias española EFE en África Central. Además colabora con diversos medios de comunicación y publicaciones en temas africanos: Radio Exterior de España, la Cadena COPE, Mundo Negro, Diario 16, El País, ABC, Pueblo, Historia 16, Índice y Destino.

### Actividad política
Elegido en 1975 en España secretario de organización interior de la Alianza Nacional de Restauración Democrática, fue excluido del movimiento el 15 de abril de 1976. En 1983 funda junto con Severo Moto el Partido del Progreso de Guinea Ecuatorial. Exiliado desde 1994 en España por su oposición al gobierno de Teodoro Obiang, fue ministro de Exteriores en el Gobierno de Guinea Ecuatorial en el exilio que se formó en 2003 en Madrid. En España se instaló en una casa que poseía en los Los Alcázares (Región de Murcia) y, posteriormente, se trasladó a una nueva vivienda en Murcia capital tras ganar un concurso convocado por la Universidad de Murcia para crear un Centro de Estudios Africanos, donde tuvo a sus hijos. Tras finalizar este contrato en 2004, trabajó temporalmente como profesor visitante de la Universidad de Misuri hasta que en 2008 tuvo que regresar a España. Sin estabilidad económica y sin el reconocimiento de parte de su cotización guineana por parte de la Seguridad Social, su situación se fue agravando, teniendo que rehipotecar su casa de Los Alcázares, la cual acabó perdiendo, sin saldar sus deudas con el banco. En la actualidad continua abierto un procedimiento de desahucio para su segunda vivienda.
Tras una Asamblea Extraordinaria del partido el 14 de enero de 2012, llevada a cabo a instancias de Donato Ndongo-Bidyogo y dos militantes del partido descontentos —Luciano Ndong y José Ndong— que confirmó en el puesto a Severo Moto como secretario del partido, Ndongo-Bidyogo constituyó el 17 de enero una autoproclamada Comisión Ejecutiva Provisional del Partido del Progreso que anunció la suspensión cautelar de militancia de Severo Moto, acusado de haber convertido dicha formación «en un instrumento de su megalomanía». Como consecuencia, el 20 del mismo mes se convocó el Comité de Conflictos del partido para expulsar a los tres disidentes. Manuel Bang Mba Okomo le sustituyó como ministro de Exteriores.

## Reconocimientos
- Primer premio[8] del Certamen Nacional de redacción escolar Santo Tomas de Aquino (1967) de la Delegación Nacional de Juventud con "El futuro y los Jóvenes", contando con Torcuato Luca de Tena en el jurado.
- En 1981 obtuvo la Mención Especial del Premio de Periodismo Manos Unidas de la Asociación de la Prensa de Madrid.
- En 1982, "El Sueño" obtuvo un accésit en el concurso internacional de cuentos Puerta de Oro.

- "Las tinieblas de tu memoria negra" fue finalista del premio Sésamo (1984).
- En 1988 fue nombrado “Hijo Predilecto” de Loíza Aldea (Puerto Rico).

- Cinco poemas suyos son incluidos en Imagine. Strawberry Fields (2000) que Yoko Ono publicó en honor a su marido, John Lenn.

- Una selección de su obra se incorpora (2010) al acervo de la Biblioteca Africana de la Biblioteca Virtual Miguel de Cervantes/Universidad de Alicante).

- Elegido miembro del Comité de Honor del Centro de Estudios Afro-Hispánicos de la UNED (2013).
- I Premio de Literatura Africana en español “Amadou Ndoye” (2014),[9] otorgado durante el Encuentro International de Literatura 3 Orillas, festival canario integrado en la red World Poetry Movement (WPM).
- En octubre de 2017 recibió el “Cuchillo Canario” como homenaje del XXX Festival del Sur-Encuentro Teatral Tres Continentes, de la localidad grancanaria de Agüimes.

- En el 2018, coincidiendo con los 50 años de independencia de Guinea Ecuatorial, las bibliotecas de la Agencia Española de Cooperación Internacional para el Desarrollo crean el Fondo Digital de Guinea Ecuatorial, un portal especializado en publicaciones ecuatoguineanas, siendo la revista África 2000 (1987-1994) y Ediciones del Hispano-Guineano, dirigidos ambos por Donato Ndongo, el origen de ese acervo especializado.

- En la convocatoria del 2022[10] del premio Princesa de Asturias, fue postulado por Casa África[11] a la categoría de "Las Letras". En la nota motivada se resaltaba su contribución a "la literatura hispana y de las letras africanas escritas en español. Su extensa labor de difusión del africanismo en España es unánimemente reconocida. En los círculos académicos está considerado como el máximo impulsor y el creador más notable de la literatura escrita en Guinea Ecuatorial, y uno de los escritores africanos más relevantes".
- Su legado tiene asignada la Caja de las Letras[12] n.º 708 del Instituto Cervantes, recibiendo la llave conmemorativa en julio de 2022.[13]
- En la convocatoria del 2023 del premio Princesa de Asturias, fue postulado por Rosa María Calaf[14] (periodista, corresponsal internacional y jurado del Premio Princesa de Asturias de Comunicación y Humanidades 2023[15]) a la categoría de "Las Letras": «Su trayectoria profesional -recordará la nota de apoyo- no se limita a su talento como creador literario, indiscutible desde luego, si no que ha destacado también en periodismo y comunicación y en el ámbito de la filología hispánica. Así como académico, investigador e historiador».
- El Festival Internacional de Literatura de Viajes y Aventuras de Puerto de la Cruz, Periplo, le hizo entrega del Premio Periplo 2024, por «ser un ejemplo de la filosofía del Festival y por ser protagonista de una vida singular».[16]
- En 2025 fue galardonado con el VIII Premio Internacional de Poesía Dama de Baza, reconociendo el conjunto de la obra poética y trayectoria de un autor vivo, que por su valor literario constituya una aportación relevante al patrimonio cultural de la literatura hispánica.

## Obra
Ndongo-Bidyogo es autor de diversos libros de narrativa, ensayo y poesía. Dentro de la narrativa, edita en 1987 (reedición en el 2000) Las tinieblas de tu memoria negra, quizás su mejor novela, traducida al francés (Les Ténèbres de ta mémoire) y publicada en el 2003 por la editora Gallimard, y al inglés en 2007 (Shadows of Your Black Memory) en Estados Unidos por Swan Isle Press. La novela, de tema autobiográfico, aunque el autor la considere más bien una autobiografía de su generación, presenta a un niño en Río Muni durante la última época de la colonización española. La visión inocente del niño permite al autor una visión irónica y mordaz de las contradicciones del régimen colonial.
De su primera etapa es el relato El sueño, publicado en 73 en Papeles de Son Armadans, revista que dirigía Camilo José Cela: Trata el tema de la emigración africana hacia la opulenta Europa, como consecuencia de la crisis económica y social en que los países africanos se han visto envueltos tras la independencia gracias al neocolonialismo. También de esta primera etapa es el relato La travesía, escrito bajo el seudónimo Abeso Nguema, trata de la esclavitud, centrándose en la narración desde la captura hasta el cautiverio en la bodega de un buque negrero a la espera de ser trasladados a un destino desconocido.
También publicó las novelas Los poderes de la tempestad en 1997 y El Metro, en 2007. Además es autor del ensayo Historia y tragedia de Guinea Ecuatorial (1977) y coautor de España en Guinea (1998).
Muy importante es su labor dentro de la filología hispánica, donde es considerado un gran experto en la literatura ecuatoguineana en español. Su antología Antología de la literatura guineana publicada en 1984 fue un hito dentro de su campo.
Ha colaborado en obras colectivas como El África que viene (Intermón, 1998) y Planeta Kurtz (Mondadori, 2002). Algunas de sus obras han sido traducidas al inglés, francés, alemán, portugués e italiano. 
Algunos de sus textos de ficción están recogidos en manuales de Enseñanza de la Lengua Española en Liceos y Universidades del África francófona y Estados Unidos, como El cuento hispánico: a graded Literary anthology, de Edward Mullen (McGraw-Hill Education, N. Y., Estados Unidos) 

### Novela
- Las tinieblas de tu memoria negra. Madrid, Editorial Fundamentos, 1987 (primera edición). Barcelona: Ediciones del Bronce/Grupo Editorial Planeta, 2000. Paris: Continents Noirs-Gallimard, 2004 (traducción de Françoise Rosset). Barcelona: El Cobre Ediciones, 2007 y 2009. Chicago: University of Chicago Press/Swan Isle Press, 2007 y 2016 (traducción de Michael Ugarte). Alicante: Universidad de Alicante, 2012 (selección y edición de Dulcinea Tomás Cámara). Madrid: Assata, 2015. Madrid: Ediciones Sequitur, 2023.
- Los poderes de la tempestad. Madrid: Morandi, 1997. Alicante: Universidad de Alicante, 2014 (selección y edición de Natalia Álvarez). Madrid: Assata, 2015. Madrid: Ediciones Sequitur, 2022.
- El metro.[19] Barcelona: El Cobre Ediciones, 2007. Siena: Diritti & Rovesci-Edizioni Gorée 2010 (traducción de V. Magnani). Alicante: Universidad de Alicante, 2014 (selección y edición de Natalia Álvarez). Madrid: Assata, 2015. Madrid: Ediciones Sequitur, 2022.
- ¿Qué mató al joven Abdoulaye Cissé?. Madrid: Ediciones Sequitur, 2023.
- La sombra estéril y otros relatos. Madrid: Ediciones Sequitur, 2025.

### Relatos
- El sueño. (1973) Archivado el 23 de septiembre de 2015 en Wayback Machine..[20] Publicado originalmente en "Papeles de Son Armadans". Palma de Mallorca, n.º CCXL, octubre de 1973.
- La travesía. Publicado bajo el seudónimo de Francisco Abeso Nguema, en Nueva narrativa guineana. Madrid: URGE, 1977.
- El sueño y otros relatos.[21] Madrid: Biblioteca Africana-Editorial Verbum, 2017. Alicante: Universidad de Alicante, 2017 (selección y edición de Inmaculada Díaz).

### Poesía
- Cántico (1974)
- Olvidos: Poemas. Madrid: Biblioteca Hispanoafricana-Editorial Verbum, 2016. Alicante: Universidad de Alicante, 2017 (selección y edición de Inmaculada Díaz).

### Ensayo
- Serie Pensando en Franz Fanon. Madrid: Índice, 1972-1973.
- Historia y tragedia de Guinea Ecuatorial.[22] Madrid: Cambio 16, 1977. Alicante: Universidad de Alicante, 2014 (selección y edición de Natalia Álvarez).
- El comercio español con África. Especial referencia a Guinea Ecuatorial. Madrid: Instituto de Estudios Económicos, 1980.
- Antología de la literatura guineana. Colección Biblioteca de la Literatura y el Pensamiento Hispánicos. Madrid: Editora Nacional, 1984.
- España en Guinea: construcción del desencuentro, 1778-1968. (Con Martínez Carreras, José Urbano y Castro Antolín, Mariano L. de). Madrid: Ediciones Sequitur, 1998.
- Conflictos en África en AA.VV: Al África que viene. Madrid: Intermón, 1998, pp.265-281.
- Literatura de Guinea Ecuatorial (antología). (Con Mbaré Ngom, Fayé). Madrid: Casa de África-SIAL, 2000.
- Los herederos del señor Kurtz en AA.VV: Planeta Kurtz. Barcelona: Mondadori, 2002, págs. 123-140.
- Guinea Ecuatorial bajo dominio español. República y franquismo: Del escándalo Nombela a la introducción del fascismo en el golfo de Guinea. Madrid: EAE, 2017.
- Historia y tragedia de Guinea Ecuatorial (II). Barcelona: Edicions Bellaterra, 2020.
- Artículos de Donato Ndongo-Bidyogo en El País.